# Лагман (міське селище)
Лагман (узб. Lag’mon, Лағмон) — міське селище в Узбекистані, в Каршинському районі Кашкадар'їнської області.
Статус міського селища з 2009 року.